# Magdalena Zahuatlán
Magdalena Zahuatlán è un comune del Messico, situato nello stato di Oaxaca.